# Newfield
Newfield est une ville du Comté de Gloucester, au New Jersey, aux États-Unis. Au recensement de 2010, sa population était de 1 553 habitants.